# Podmilačje
Podmilačje je naseljeno mjesto u općini Jajce, Federacija Bosne i Hercegovine, BiH.
Nalazi se na desnoj obali Vrbasa, oko 5 kilometara sjeverno i nizvodno od Jajca.

## Stanovništvo

### Popisi 1971. – 1991.
| Podmilačje         |              |              |              |
| godina popisa      | 1991.        | 1981.        | 1971.        |
| Hrvati             | 610 (90,50%) | 544 (98,72%) | 433 (99,76%) |
| Muslimani          | 38 (5,63%)   | 0            | 1 (0,23%)    |
| Srbi               | 13 (1,92%)   | 0            | 0            |
| Jugoslaveni        | 10 (1,48%)   | 0            | 0            |
| ostali i nepoznato | 3 (0,44%)    | 7 (1,27%)    | 0            |
| ukupno             | 674          | 551          | 434          |

### Popis 2013.
| Podmilačje         |              |
| godina popisa      | 2013.        |
| Hrvati             | 417 (96,98%) |
| Bošnjaci           | 12 (2,79%)   |
| Srbi               | 1 (0,23%)    |
| ostali i nepoznato | 0            |
| ukupno             | 430          |

## Svetište Sv. Ivana Krstitelja
Podmilačje je poznato prije svega po svetištu Sv. Ivana Krstitelja. Crkva, blagoslovljena 1416., bila je jedina sačuvana franjevačka crkva iz srednjega vijeka. U osmanskom je periodu dugo vremena bila župnom crkvom jajačke župe. Po svojim stilskim obilježjima bliska je tadašnjoj europskoj sakralnoj arhitekturi kontinentalnoga tipa, ali joj je kasnogotički portal načinjen u nekoj radionici hrvatskoga priobalja. Crkva je bila duga 15,85 m i široka 8,50 m.
Renovirana je 1705., zatim sredinom 18. stoljeća, te 1822. i 1872. godine. Koncem 1992. godine crkva je, zajedno sa župnom crkvom u koju je bila ugrađena, minirana i potpuno srušena. Nakon oslobođenja Podmilačja 1995. i dolaska prvih povratnika i fratara počelo se razmišljati o njezinoj obnovi. Crkva je obnovljena u izvornom obliku na temeljima stare crkve. Obnova je završena 2000. godine a kardinal Vinko Puljić, nadbiskup vrhbosanski, blagoslovio je obnovljenu zavjetnu crkvu svetog Ive 27. prosinca 2000. godine.
U Podmilačje hodočaste vjernici iz ovog dijela Europe. Još u 18. stoljeću ima pisanih spomena o hodočašćenju, a vjerojatno se radi o znatno duljoj hodočasničkoj tradiciji.  Pod konac 19. st. spominju se brojke od 7 000 do 8 000 hodočasnika za blagdan Sv. Ive (24. lipnja), a oni dolaze iz udaljenih krajeva (Posavina, Hercegovina, Lika, Srijem). U razdoblju između dvaju ratova na svetkovinu svetog Ive, hodočastilo je u prosjeku oko desetak tisuća, dok se sedamdesetih i osamdesetih godina okupljalo više od desetaka tisuća vjernika.

## Župa Podmilačje
Sredinom devedesetih godina 19. st. franjevci su planirali gradnju nove crkve u Podmilačju, ali Zemaljska vlada u Sarajevu nije dala dopuštenje, jer nije bio prikupljen sav potrebni novac. Desetljeće i pol kasnije - 1910. godine – crkva je izgrađena. Karakteriziraju je neogotički stilski oblici, a u tlocrtu ima oblik latinskoga križa. Postojeća stara crkva Sv. Ive ugrađena je u novu kao pobočna kapelica. Šteta je da su zbog toga porušeni zvonik i portal. U crkvenom interieuru nalazio se zavjetni kip Sv. Ive Krstitelja. Tridesetih godina 20. st. češki majstori društva "Ars sacra" iz Praga oslikali su cijelu crkvu.
U razdoblju nakon drugog svjetskog rata crkva je bila obnavljana šezdesetih godina. Mramorni oltar izrađen je po nacrtu ing. fra Pija Nuića 1960. Sljedeće godine isklesana su dva kipa: Sv. Petra i Sv. Pavla (autor: J. Pelek), dok je oltarni križ izradio J. Gregorka. Sedamdesetih godina nastavlja se s uređenjem crkve kako iznutra tako i izvana. Od 1970. u svetištu se nalaze četiri vitraila, koja su ranije bila u crkvi Sv. Ante u Sarajevu. U crkvu su 1974. postavljeni mozaik Ive Dulčića (Posljednja večera), kip Frane Kršinića (madona s djetetom), 1975. tri vitraila Ive Dulčića (Rođenje, Golgota i Uskrsnuće), a 1976. postaje križnoga puta (reljefi u mramoru) kipara Krune Bošnjaka, te Isus u grobu i Uskrsnuće Jairove kćeri (mramor) kipara Josipa Marinovića.
U zadnjem ratu (1992.) crkva je potpuno minirana a kao molitveni prostor služi jedna montažna crkvica. Nakon odabira projektanta gosp. Marka Mušića iz Ljubljane i izrade potrebne dokumentacije u tijeku su pripreme za početak gradnje nove župne crkve.
Staru crkvicu počeo je 1974. uređivati kipar Zdenko Grgić. On je sljedeće godine izradio dva reljefa u drvu: Dolazak franjevaca u Bosnu i Franjevci propovijedaju narodu, te razne scene u mozaiku na volti kapelice. Teme su vezane za povijest Bosne i franjevaca. Djela su i tematski i likovno skladno povezana sa starim arhitektonskim izrazom crkvice. Sva su ta umjetnička djela uništena u nedavnom ratu.
I prostor oko crkve uređivan je od konca šezdesetih godina. Reguliran je Vlaški potok (1969-70), koji se ulijeva u Vrbas, betonskim presvođenjem. U širem crkvenom prostoru bile su posađene sadnice. God. 1977. podignut je vanjski oltar, presvođen betonskim lukovima, po nacrtu Ante Džebe. Kao i sve drugo, i vanjski oltar miniran je u zadnjem ratu.
Na području župe nalaze se dvije podružne crkve - u Bešpelju, izgrađena 1975. – 1980. (cca 450 m2; projekt: Mandica Lovrić) i Bistrici (projekt: G. Grubač), izgrađena 1989. – 1990., te desetak grobljanskih kapelica.
Prvotna župna kuća bila je oko dva km udaljena od crkve. God. 1916. ona je izgorjela i tom su prilikom stradale matice. Nova je kuća bila podignuta u neposrednoj blizini crkve 1925. godine. Župna kuća koja je u zadnjem ratu uništena izgrađena je 1979-81. god. po projektu Ante Džebe. Po povratku u Podmilačje (1995.) fratri podižu montažnu kuću u kojoj i danas stanuju. Planove za gradnju nove župne kuće napravio je Marko Mušić i u tijeku su pripreme za početak gradnje.
Župa Podmilačje imala je 1877. god. 1.720 vjernika, a 1935. god. 3.060. Pred početak rata 1991. god. župa je imala 6.450 (1974:5.350). Danas župa ima 1.760 vjernika. Župu tvore sljedeća naselja: Podmilačje, Bare, Bešpelj, Bistrica, Bungurovina, Cvitović, Daljevac, Divičani, Doribaba, Karići, Kruščica, Kuprešani, Lendići, Lupnica, Magarovci, Podlipci, Seoci, Smionica, Šibenica i Vukićevci. Župa pripada franjevačkoj provinciji sv. Križa Bosni Srebrenoj, samostankom području Jajca.

## Vanjske poveznice
- Župa Podmilačje